# Flik 35
La Fliegerkompanie 35 (abbreviata in Flik 35) era una delle squadriglie della Kaiserliche und Königliche Luftfahrtruppen.

## Storia

### Prima guerra mondiale
La squadriglia fu creata all'inizio del 1916 a Strasshof an der Nordbahn in Austria. Dopo l'addestramento il 6 settembre va al fronte rumeno a Caransebeș e nel 1917 fu trasferita sul fronte italiano, dove si trovava all'aeroporto di Sankt Veit an der Glan in Austria. 
L'11 febbraio 1917 Francesco Baracca su Nieuport 17 con Fulco Ruffo di Calabria (su Ni.17), il serg. Giulio Poli ed il caporale Antonio Pagliari (su Nieuport 11) della 70ª Squadriglia caccia abbattono l'Hansa-Brandenburg C.I del caporale Ludwig Fleck con l'osservatore Tenente Wilhelm Siemienski, decollati da San Vito di Vipacco, che dopo aver colpito il serbatoio del Nieuport 11 del caporale Anselmo Caselli che rientra in emergenza, atterra in emergenza vicino a Premariacco dopo una battaglia sul cielo di Udine.
Il 26 aprile Baracca abbatte il Br. C.1 del Zgsf. Josef Majsai e del Leut. Emmerich Treer con l'aiuto del serg. Goffredo Gorini (ex della 3ª Squadriglia per l'artiglieria) ed Attilio Imolesi della 79ª Squadriglia vicino a San Martino del Carso.
Nel maggio-giugno successivo era ancora a San Vito di Vipacco con 7 Hansa-Brandenburg C.I.
Il 25 luglio 1917, l'intera forza aerea fu riorganizzata e la squadriglia ha ricevuto compiti di ricognizione divisionale (chiamata Divisions-Kompanie 35, Flik 35D). 
Al 18 agosto 1917 era sempre a St Veit nell'Isonzo Armee al comando dell'Hptm Eduard Rzmenowski von Trautenegg con 9 Brandenburg C I.
Il 17 settembre successivo un suo aereo viene abbattuto da Giovanni Sabelli e Ferruccio Ranza.
Al 24 ottobre 1917 la Flik 35/D era sempre a St Veit nell'Isonzo Armee al comando dell'Hptm Rzmenowski von Trautenegg quando partecipò alla Battaglia di Caporetto.
Nell'estate del 1918 fu inviata a Santa Maria la Longa e poi a Motta di Livenza nella Battaglia del solstizio. Nel settembre 1918, durante un'altra riorganizzazione, viene assegnata al Corpo (Korps-Kompanie 35, Flik 35K).
Al 15 ottobre successivo era a Motta di Livenza con 3 HB C.I e 1 Ufag C.I.
Dopo la guerra, l'intera aviazione austriaca fu eliminata.